# Willpower
.
#willpower — четвёртый студийный альбом американского звукозаписывающего исполнителя и продюсера will.i.am.
Он был выпущен 19 апреля 2013 года. Первоначально альбом назывался Black Einstein и должен был выйти в конце 2011 года. Затем он был переименован в #сила воли и отложен ещё несколько раз. В первом сингле альбома «This Is Love» фигурирует Ева Саймонс, во втором сингле «Scream & Shout» фигурирует Бритни Спирс, а Джастин Бибер фигурирует в третьем сингле «#thatPower». Есть ремикс «Scream & Shout», в котором есть Лил Уэйн, Хит-Бой, Дидди и Вака Флока Флейм. Другие приглашённые выступления в альбоме включают Afrojack, Juicy J, Криса Брауна, Майли Сайрус, Скайлар Грей, Николь Шерзингер, корейскую поп-группу 2NE1, Baby Kaely и will.i.am это товарищ по группе Black Eyed Peas apl.de.ap.
Альбом был переиздан 26 ноября 2013 года; переиздание включает в себя совершенно новый сингл «Feelin' Myself» с участием Майли Сайрус, французской Монтаны, Wiz Khalifa и DJ Mustard, чтобы заменить «Let’s Go» с участием Криса Брауна.

## Предыстория и производство
Во время записи шестого студийного альбома The Black Eyed Peas, The Beginning, участник группы Ферги рассказал в интервью, что will.i.am был в процессе записи нового сольного альбома, предварительно названного Black Einstein. Всего несколько дней спустя, will.i.am подтвердил эту новость и объявил, что альбом выйдет в четвёртом квартале 2011 года. Об этом было объявлено will.i.am в ноябре 2011 года он изменил название альбома с Black Einstein на #willpower. will.i.am подтвердил, что сотрудничал с Бритни Спирс, Деми Ловато, Дженнифер Лопес, Шерил Коул, Николь Шерзингер, Дэвидом Геттой, Кешей, Алисией Кис, Шведской Мафией, Рианной, Шакирой, LMFAO, Евой Саймонс, Крисом Брауном, Миком Джаггером, Бастой Раймсом, Свизз Беатц, Майли Сайрус, Джастином Бибером, Аврил Лавин и Не-Йо — но не все артисты сотрудничали над выпущенной версией.

### Продвижение
Эмблема #willpower была основным рекламным инструментом на протяжении всей разработки альбома, она фигурировала в обложках всех синглов альбома и самого альбома. Он также заменяет will.i.am голова на обложке роскошного издания альбома.
В апреле 2012 года итальянский автопроизводитель Lancia заказал два рекламных ролика, оба с треком от #willpower, для продвижения своей новой линейки автомобилей Lancia Delta. В песне" Улыбка Моны Лизы" есть Николь Шерзингер, и она была одолжена will.i.am самого себя. Однако окончательная версия альбома называется «Улыбнись Моне Лизе» и не ставит в заслугу Шерзингера, хотя вместо этого появляется другая песня под названием «Далеко от дома».
13 августа 2012 года, will.i.am провели «заключительную вечеринку» в честь прекращения производства #сила воли. Флаер, в котором был представлен силуэтный вариант обложки альбома, пригласил поклонников на открытое мероприятие, на котором будут представлены выступления артистов, работавших над новым альбомом, и других. Вечеринка также включала частную вечеринку #willpower, на которой присутствовали приглашённые гости, и попросила слушателей выбрать следующий сингл, который станет третьим американским синглом из альбома. Ходили слухи, что следующим выбранным синглом будет «Scream and Shout» с участием Бритни Спирс, что она позже подтвердила в Twitter. На вечеринке была проведена красная дорожка, на которой были изображены обложки нового альбома на обоях, окружающих мероприятие. На нём изображён затылок Адамса, наложенный на белый фон, с надписью «#СИЛА ВОЛИ» поперёк. На вечеринке также были представлены экспериментальный свет и пиротехника, которые будут использоваться в предстоящем туре Адамса для поддержки альбома. В мероприятии приняли участие Линдси Лохан, Меган Гуд, Николь Шерзингер, Стив Аоки, Уилмер Вальдеррама, Кори Фельдман, Дэвид Фаустино и многие другие. Сама вечеринка проходила в голливудском отеле «Авалон», где will.i.am, Стив Аоки и DJ Poet сыграли музыкальные сеты, которые включали музыку из их соответствующих альбомов и новые версии популярных песен для чартов. Также на вечеринке, will.i.am впервые исполнил «Fresh Shit» (позже смешанный как «Freshy» в окончательной версии #willpower) и «Dirty Beat» (списанный с альбома) вместе со многими другими семплами из #willpower. Это включало совершенно новый микс для «Great Times» (списанный с альбома в пользу другого микса песни), который ранее был выпущен как сингл в ноябре 2011 года. Наряду с попурри из песен #willpower и «This Is Love», он также исполнил известные ремиксы хитового сингла Готье 2011 года «Somebody That I Used to Know» и "Mercy"Канье Уэста.
В преддверии выхода альбома в Австралии интернет-газета Perth, базирующаяся в Перте, провела конкурс на получение CD-копий #willpower перед его выпуском 19 апреля.

### Синглы
«Great Times», который позже будет ремикширован как «Great Times Are Coming» на финальной версии #willpower, был выпущен в качестве ведущего сингла альбома только в Бразилии 29 ноября 2011 года. Песня была выбрана в благодарность за поддержку бразильских болельщиков. Сингл достиг 2-го места в бразильских чартах Airplay, а также был успешным в Южной Корее, где он достиг 12-го места в чарте синглов.
«This Is Love» был выпущен в качестве официального ведущего сингла по всему миру 1 июня 2012 года. В треке звучит вокал Евы Саймонс. Премьера песни состоялась на радиостанциях Capital FM и BBC Radio 1 14 мая 2012 года. Позже было подтверждено, что сингл будет выпущен в Соединённом Королевстве 24 июня. Премьера клипа на песню, часть которого была снята на Южном берегу Лондона, с Тауэрским мостом на заднем плане, состоялась 25 мая 2012 года. Сам трек был спродюсирован Стивом Анджелло из шведской House Mafia. Трек достиг пика на первом месте в Соединённом Королевстве, его первый сольный сингл в Великобритании. Трек был выпущен в Соединённых Штатах 19 июня 2012 года, официально оказав влияние на Топ-40 мейнстрим-радио и продвигаясь с выступлением на America’s Got Talent.
«Scream & Shout» стал вторым синглом с #willpower 20 ноября 2012 года. В песне звучит вокал американской певицы Бритни Спирс. И Копья, и will.i.am подтвердили съёмки музыкального клипа для выпуска сингла через свои аккаунты в Twitter. Сингл был выпущен в Соединённых Штатах до его выпуска в Соединённом Королевстве. Трек впервые просочился в Интернет 17 ноября 2012 года. В нём есть Спирс, поющая с акцентом британских графств, и образец знаменитого крючка «Бритни, сука» из её сингла «Gimme More». Сопроводительное видео было снято в выходные дни 13 и 14 октября 2012 года на студии Delfino в Голливуде, штат Калифорния. Песня получила свой всемирный дебют на радио 19 ноября 2012 года. Премьера клипа состоялась 28 ноября 2012 года во время X Factor. Трек также официально повлиял на Топ-40, мейнстрим и ритмичное радио 27 ноября 2012 года. В конце января 2013 года был выпущен хип-хоп ремикс на песню с участием Лил Уэйн, Вака Флока Флейм, Хит-Бой и Дидди в дополнение к Спирс. Новое сопровождающее музыкальное видео было выпущено 14 февраля 2013 года.
"#thatPower " с участием Джастина Бибера был объявлен третьим синглом с #willpower 15 марта 2013 года на лейбле will.i.am официальный аккаунт в Твиттере. Премьера сингла состоялась на канале Capital FM в тот же день, 18 марта 2013 года, что совпало с новостью о том, что #willpower выйдет 23 апреля 2013 года.
«Bang Bang» был выпущен в качестве официального сингла в Великобритании. Она официально повлияла на британские радиостанции 26 июня 2013 года. Песня была включена в официальный саундтрек к фильму «Великий Гэтсби». Песня была раскручена на Voice UK will.i.am и его финалистка Лия и с живым выступлением на American Idol. Песня заняла 3-е место в британском чарте синглов.
«Fall Down» с участием Майли Сайрус был выпущен в качестве сингла только для радио в Австралии и Италии. Он был отправлен на австралийские радиостанции в июле 2013 года и на итальянские радиостанции в сентябре 2013 года.
"Feelin' Myself " с участием Майли Сайрус, французской Монтаны, DJ Mustard и Wiz Khalifa был выпущен 26 ноября 2013 года в качестве ведущего сингла для переиздания #willpower.

### Рекламные синглы
Песня «Reach for the Stars (Mars Edition)» была выпущена в качестве первого рекламного сингла 28 августа 2012 года. Стала первой песней в истории, которая транслировалась с другой планеты, завершив путешествие более чем в 300 миллионов миль между Марсом и Землёй. 16 апреля 2013 года «Fall Down» с участием Майли Сайрус был выпущен в качестве второго рекламного сингла альбома. Позже песня стала официальным синглом.
Другие песни
«T. H. E. (The Hardest Ever)» был первоначально выпущен в качестве ведущего сингла альбома, выпущенного 20 ноября 2011 года. В треке есть вокал как Дженнифер Лопес, так и Мика Джаггера. Сингл был выпущен в указанную дату в Соединённых Штатах, а три месяца спустя, 5 февраля 2012 года, в Соединённом Королевстве. Песня достигла 36-го места в чарте Billboard Hot 100 и 3-го места в чарте синглов Великобритании соответственно. После снижения производительности песня не была включена в альбом, и её заменили на «This Is Love» в качестве ведущего сингла. Клип на песню «Улыбка Моны Лизы», ремикс на трек альбома «Улыбка Моны Лизы», был выпущен 14 апреля 2016 года. В нём есть Николь Шерзингер, которая не была зачислена на оригинальную версию песни, которая появляется в альбоме. Несмотря на это, песня не была выпущена в качестве сингла или рекламного сингла.
Выпуск и коммерческий приём
#willpower был впервые выпущен 16 апреля 2013 года бесплатно для трансляции на YouTube после утечки альбома ранее в тот же день.